# Икшица
Икшица — село в южной части Чернышевского района Забайкальского края России.
Население — 234 чел. (2021).

## География
Расположено в месте впадения реки Тэтэй в Икшицу. До районного центра, посёлка Чернышевск, по автодороге 22 км. В состав сельского поселения «Икшицкое» входит также село Посельское.

## История
Основано в середине XVIII века приписными горно-заводскими крестьянами, переселенными с Урала в 1743 году в количестве 2000 человек. Старое название села — Яковлево. В 1851 году крестьяне были переведены в казачье сословие. Село вошло в состав Спасской станицы с центром в Курлыче. В 1930 году организован колхоз им. Ильича. В 1960 году произошло объединение с Алеурским колхозом им. С.М. Кирова. Икшица стала производственным участком колхоза.
В селе имеются школа, клуб, библиотека, фельдшерский пункт. Основное занятие жителей — сельскохозяйственное производство в коллективном (участок СПК «Алеурский») и личных подсобных хозяйствах.

## Население
| 2010 | 2021 |
| ---- | ---- |
| 260  | ↘234 |

## Разное
Входит в Перечень населенных пунктов Забайкальского края, подверженных угрозе лесных пожаров